# Rafael García (meksykański piłkarz)
José Rafael García Torres (ur. 14 sierpnia 1974 w Meksyku) – meksykański piłkarz grający na pozycji defensywnego pomocnika, trener piłkarski.

## Kariera klubowa
García pochodzi z miasta Meksyk i tam też rozpoczął piłkarską karierę w klubie UNAM Pumas. W 1992 roku zadebiutował w rozgrywkach ligi meksykańskiej, ale dopiero 2 lata później zaczął grać w pierwszym składzie zespołu. W Pumas spędził pięć i pół sezonu, ale nie osiągnął większych sukcesów. Łącznie rozegrał 128 meczów i strzelił 18 goli. W styczniu 1998 Rafael przeszedł do Club Toluca. W tym samym roku wywalczył z tym klubem mistrzostwo fazy Verano, swoje pierwsze w karierze, a sukces ten powtórzył także w 1999 roku, jak i 2000. Z kolei w 2002 roku Toluca z Garcíą w kadrze sięgnęła po mistrzostwo fazy Apertura. Rafael w Toluce spędził sześć i pół roku i przez ten okres wystąpił w 200 spotkaniach ligowych i strzelił 23 gole.
Latem 2004 roku García przeszedł do stołecznego Cruz Azul, jednak nie osiągnął nic większego poza półfinałem play-off fazy Clausura. W 2005 po zakończeniu sezonu przeszedł do Atlasu Guadalajara, ale klub ten dwukrotnie nie awansował do play-off i latem 2006 zawodnik wrócił do Cruz Azul, w którym spędził fazę Apertura, a w latach 2007–2008 był zawodnikiem CD Veracruz.
| Sezon   | Klub              | Kraj   | Rozgrywki                  | Mecze | Bramki |
| ------- | ----------------- | ------ | -------------------------- | ----- | ------ |
| 1992/93 | UNAM Pumas        | Meksyk | Primera División           | 7     | 0      |
| 1993/94 | UNAM Pumas        | Meksyk | Primera División           | 16    | 0      |
| 1994/95 | UNAM Pumas        | Meksyk | Primera División           | 30    | 8      |
| 1995/96 | UNAM Pumas        | Meksyk | Primera División           | 34    | 6      |
| 1996/97 | UNAM Pumas        | Meksyk | Primera División           | 25    | 2      |
| 1997/98 | UNAM Pumas        | Meksyk | Primera División           | 16    | 2      |
| 1997/98 | Deportivo Toluca  | Meksyk | Primera División           | 16    | 2      |
| 1998/99 | Deportivo Toluca  | Meksyk | Primera División           | 14    | 1      |
| 1999/00 | Deportivo Toluca  | Meksyk | Primera División           | 28    | 1      |
| 2000/01 | Deportivo Toluca  | Meksyk | Primera División           | 26    | 0      |
| 2001/02 | Deportivo Toluca  | Meksyk | Primera División           | 21    | 5      |
| 2002/03 | Deportivo Toluca  | Meksyk | Primera División           | 46    | 7      |
| 2003/04 | Deportivo Toluca  | Meksyk | Primera División           | 34    | 7      |
| 2004/05 | Cruz Azul         | Meksyk | Primera División           | 19    | 1      |
| 2005/06 | Atlas Guadalajara | Meksyk | Primera División           | 27    | 0      |
| 2006/07 | Cruz Azul         | Meksyk | Primera División           | 13    | 1      |
| 2006/07 | CD Veracruz       | Meksyk | Primera División           | 11    | 0      |
| 2007/08 | CD Veracruz       | Meksyk | Primera División           | 7     | 0      |
|         |                   |        | Łącznie w Primera División | 405   | 43     |

## Kariera reprezentacyjna
W reprezentacji Meksyku García zadebiutował 7 lutego 1996 roku w przegranym 1:2 meczu z Chile. W 2002 roku został powołany przez Javiera Aguirre do kadry na Mistrzostwa Świata 2002, na których wystąpił jedynie w spotkaniu z Włochami (1:1). Rafael znalazł się także w kadrze na Mistrzostwa Świata w Niemczech, ale tu z kolei nie wystąpił w żadnym spotkaniu.
García ma za sobą także udział w takich turniejach jak: Copa América 1997 (3. miejsce), Puchar Konfederacji 1999 (zwycięstwo), Copa América 1999 (3. miejsce), Złoty Puchar CONCACAF 2003 (mistrzostwo) oraz Złoty Puchar CONCACAF 2005 (ćwierćfinał).